# Astragalus krauseanus
Astragalus krauseanus är en ärtväxtart som beskrevs av Eduard August von Regel. Astragalus krauseanus ingår i släktet vedlar, och familjen ärtväxter. Inga underarter finns listade i Catalogue of Life.